# Estuc

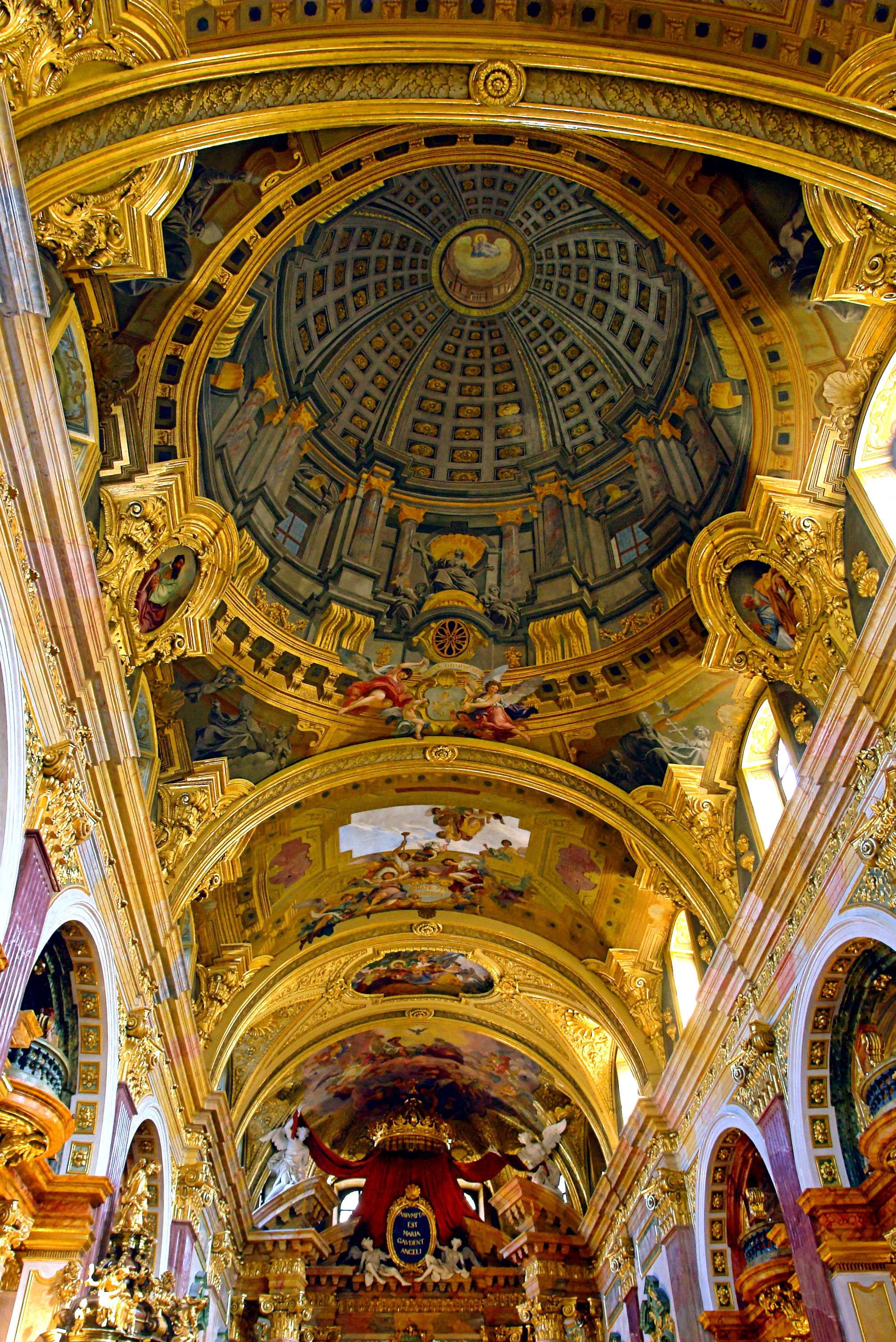
Trompe l'oeil. Església dels jesuïtes, Viena, d'Andrea Pozzo

L'estuc, és una pasta de gra fi composta per algeps, pols de marbre (a vegades) i cola, que s'endurix quan s'asseca i s'utilitza sobretot per a lluir parets i sostres cobrint materials menys atractius visualment de construcció com ara ciment, pedra, rajola, fang o atovó. Admet nombrosos tractaments, entre els quals destaquen:
- el modelatge i talla, tallada, tallament o talladura per a obtindre formes ornamentals
- el poliment o polidura per a donar-li una aparença semblant al marbre
- la pintada, pintament o pintura policrom i el daurament o dauradura amb fins decoratius.[3]

El terme estuc, prové de l'italià stucco, i és una forma de terminació o decoració de parets i sostres, interiors o exteriors, que permet l'obtenció de diferents textures. Atesa la seua polivalència, s'adapta a qualsevol tipus de construcció o època. A més de tenir una funció decorativa, reforça el mur i l'impermeabilitza.

## Composició
La diferència en la nomenclatura entre estuc, algeps, o morter es basa més en la utilització que en la composició. Fins a la darrera part del segle xix, era comú utilitzar algeps en l'interior dels edificis, i estuc, utilitzat en l'exterior dels edificis, compostos per les mateixes matèries primeres: calç i arena (calç i arena s'utilitzen també en el morter). El greix animal o la fibra vegetal s'afigen sovint per a donar-li una major fixació. En les acaballes del segle xix, es va afegir ciment Portland cada vegada amb major freqüència en un intent de millorar la seua durabilitat.
L'estuc tradicional està fet de calç, arena i aigua. L'estuc modern està fet de ciment Portland i aigua. La calç s'afig sovint per a disminuir la permeabilitat i augmentar la viabilitat de l'estuc modern. A vegades, s'afigen additius acrílics i fibres de vidre per a millorar les propietats estructurals de l'algeps, així com la seua viabilitat. Açò se sol emprar amb el que es denomina sistema d'"una capa", en lloc del mètode tradicional de "tres capes".
L'estuc de calç és un material relativament dur que es pot trencar o desbastar a mà sense massa dificultat. La calç en si és generalment blanca; el color d'acabat prové dels productes agregats o qualsevol pigment afegit. L'estuc de calç té la propietat de no necessitar l'enfornat, a causa de la lleugera solubilitat de la calç (la solució de calç pot ser dipositada en els clavills on posteriorment se solidifica). L'estuc de ciment Portland és molt dur i trencadís i pot fàcilment clavillar-se si la base sobre la qual s'aplica no és estable. Normalment, el seu color és gris a causa del color innat del ciment Portland (també s'utilitza ciment Portland blanc). Els fabricants d'estuc actuals ofereixen una àmplia gamma de colors que poden mesclar-se integralment en l'acabat.

## Ús escultòric i arquitectònic

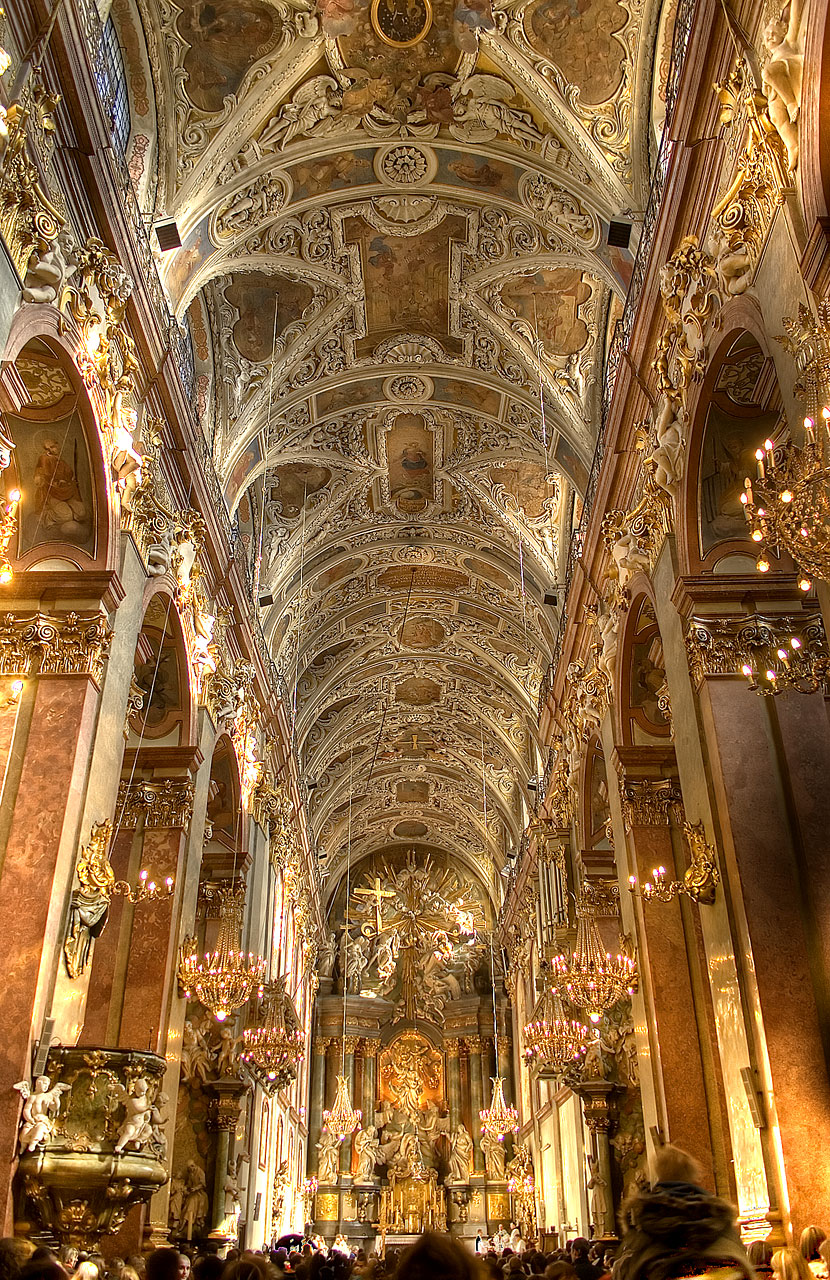
Decoracions barroques d'estuc de la nau principal de la basílica del Monestir de Jasna Góra, 1693-1695

L'estuc també s'ha fet servir com a material escultòric i artístic. El relleu d'estuc es va fer servir en els esquemes de decoració arquitectònica de moltes cultures antigues. Es conserven exemples de relleus en estuc de l'egipci, de la minoica i de la etrusca. A l'art de Mesopotàmia i a l'antic art persa existia una àmplia tradició de relleus interns d'estuc figuratius i ornamentals, que va continuar a l'art islàmic, per exemple a Samarra abbasí, utilitzant ara ornaments geomètrics i vegetals. Quan l'arabesc va aconseguir la seva plena maduresa, l'estuc tallat va seguir sent un mitjà molt comú per a la decoració i les inscripcions cal·ligràfiques. L'arquitectura índia utilitzava l'estuc com a material per a l'escultura en un context arquitectònic. És poc freqüent al camp.
A l'art romà de finals de la República i principis de l'Imperi, l'estuc s'utilitzava molt per a la decoració de voltes. Encara que el marbre era el medi escultòric preferit en la majoria dels casos, l'estuc era millor per utilitzar-lo en voltes perquè era més lleuger i s'adaptava millor a la curvatura del sostre. L'arquitectura barroca i rococó utilitza molt l'estuc. Podem trobar exemples a esglésies i palaus, on l'estuc s'utilitza sobretot per proporcionar una transició suau i decorativa de les parets al sostre, decorant i donant mida a les superfícies del sostre. L'estuc forma part de l'art del belcompost, el concepte barroc que integra les tres arts clàssiques, arquitectura, escultura i pintura.
L'art greco-budista dels moderns Afganistan i el nord de Pakistan utilitzava àmpliament en els monestirs i temples l'estuc per a l'escultura monumental tridimensional, així com els relleus. Aquests se solien tallar a partir d'un modelatge brut sobre una armadura i després es pintaven. Tècniques similars s'utilitzen per a les estàtues de grandària natural que decoren els gopuram dels temples hindús en el sud d'Àsia modern.
Atès que l'estuc es pot utilitzar tant per a la decoració com per a la representació figurativa, constitueix un vincle transitiu ideal entre els detalls arquitectònics i les pintures murals, com els sostres trompe-l'œil típicament barrocs, com a l'obra de l'Escola Wessobrunner. Aquí, l'arquitectura real de l'església es prolonga visualment en una arquitectura celestial amb una representació de Crist, la Mare de Déu o el Juici Final al centre. L'estuc es fa servir per formar una extensió semiplàstica de l'arquitectura real que es fon amb l'arquitectura pintada.

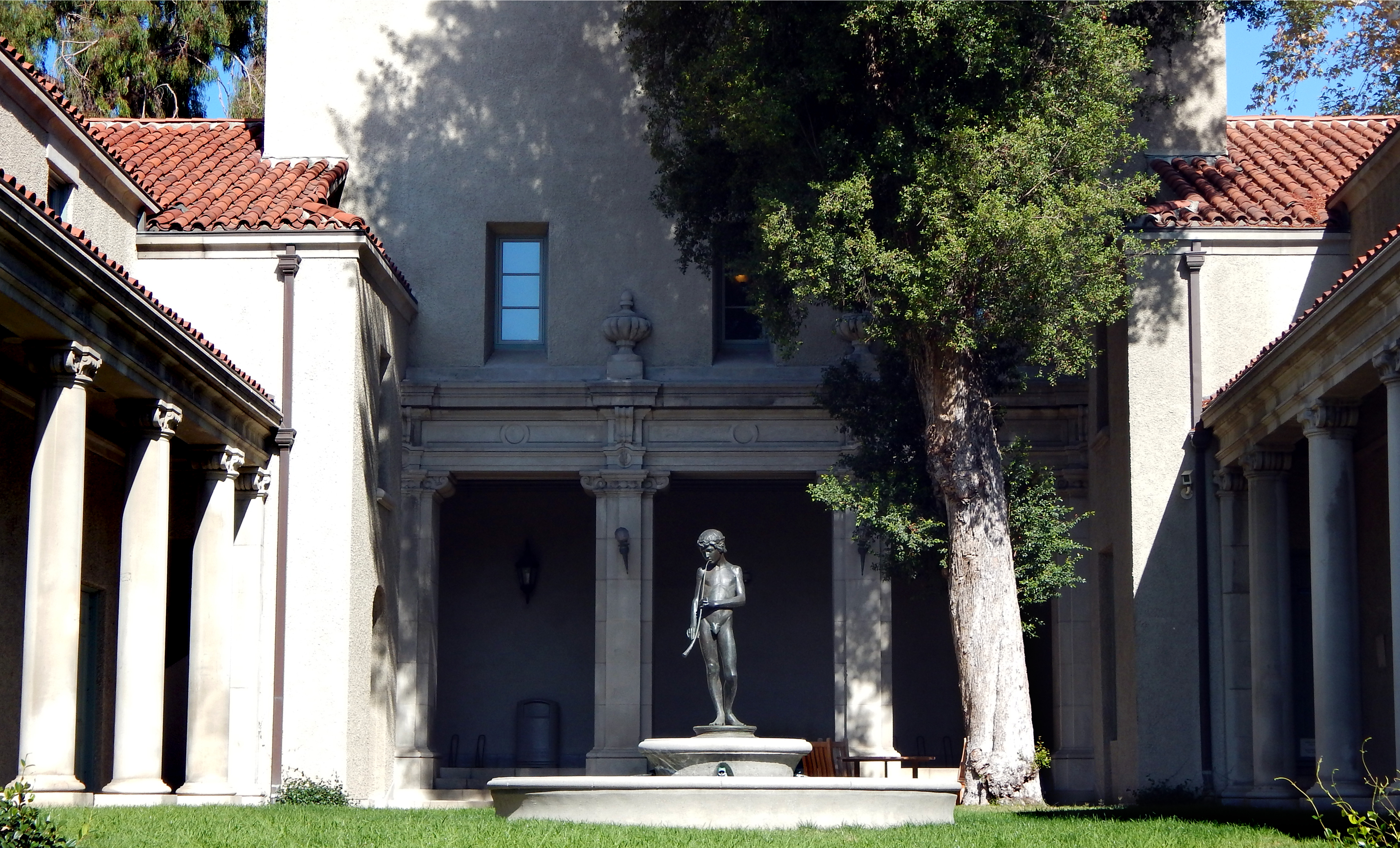
Sala de Música de Bridges a Claremont, Califòrnia (1915), un exemple d'estructura de formigó armat revestida d'estuc

A causa del seu aspecte "aristocràtic", la decoració d'estuc d'aspecte barroc es va utilitzar amb freqüència als apartaments de la classe alta del segle xix i principis del segle xx.
A partir de la dècada de 1920, l'estuc, especialment en la seva materialització del neo-Renaixement i neo-Barroca, es va fer cada vegada més impopular entre els arquitectes moderns d'alguns països, cosa que va donar lloc no només a nous edificis sense estuc, sinó també a un estès moviment per eliminar l'estuc dels habitatges existents.
L'estuc se seguia emprant a la dècada de 1950 en formes modelades per decorar les juntes entre parets i sostres a l'interior de les cases. En general, es pintava del mateix color que el sostre i s'utilitzava en dissenys en què s'utilitzava una motllura per a quadres o una motllura per a rates.

## Història

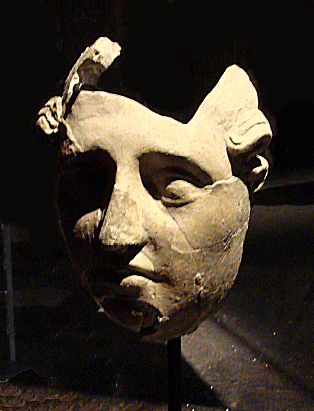
Cara d'estuc grega d'Ai Khanoum, Afganistan

L'estuc es va emprar ja en les antigues Grècia i Roma com a base per a les pintures al fresc; se'n conserven algunes restes a Roma i Pompeia.
Els àrabs el van utilitzar ben sovint per a substituir al marbre, tallant-lo en forma de mocàrabs, ataurics o altres motius ornamentals com els que es poden contemplar en l'Alhambra de Granada.
Durant el renaixement italià es van perfeccionar un gran nombre de tècniques, que més tard es van difondre per tot Europa. L'estuc blanc es va utilitzar molt en els murs de les esglésies, a vegades per a pintar figures d'àngels. Rafael i altres artistes de l'època van utilitzar frisos d'estuc pintat per a decorar palaus i pavellons. Entre els més rellevants destaquen els relleus de Francesco Primaticcio (1533-1565) per al 'castell de Fontainebleau, prop de París. No obstant això, aquest material va aconseguir les seues cotes més esplèndides durant els segles xvii i xviii.
L'estuc més famós és el venecià, també dit "Lustre Venecià". És un revestiment que es va inventar a Venècia (Itàlia) al començament del segle xv. El seu acabat mostra una paret plana, llisa i brillant com un vidre, amb diferents tonalitats de color, de gran bellesa.
L'arquitectura barroca i rococó fan ús intensiu de l'estuc, especialment a Baviera i Àustria, on els palaus i esglésies presentaven estucs policroms amb infinitat de formes; motius especulars, columnes apariades i elaborats altars. Poden trobar-se exemples en esglésies i palaus, on l'estuc és usat sovint per a proporcionar una bona transició decorativa del sostre a les parets, la decoració quasi total de l'edifici o del sostre tan sols. L'estuc és una part integral de la tècnica de belcomposto, el concepte barroc que s'integra sense problemes en els tres arts clàssics, l'arquitectura, l'escultura i la pintura.
Es va utilitzar ben sovint en apartaments de classe alta del segle xix i principis del segle xx
A partir dels anys vint es va fer cada vegada més impopular entre els arquitectes moderns en alguns països, el que crea un moviment generalitzat d'eliminar l'estuc dels apartaments.
L'estuc encara s'emprava en els anys cinquanta en la preimpressió, així com en les motlures dels sostres dins de les cases. Generalment, es pintava del mateix color que el sostre.

## Tècnica
Tradicionalment l'estuc s'aplica directament a una superfície com l'obra de rajola o pedra. En els edificis de fusta emmarcada, l'estuc s'aplicava sobre la veta de la fusta. En l'estuc modern s'aplica generalment a través d'una malla de metall que es troba ajustada a la paret amb grapes, amb una capa de protecció contra la humitat.

## Reparació de l'estuc

### Causes de deteriorament

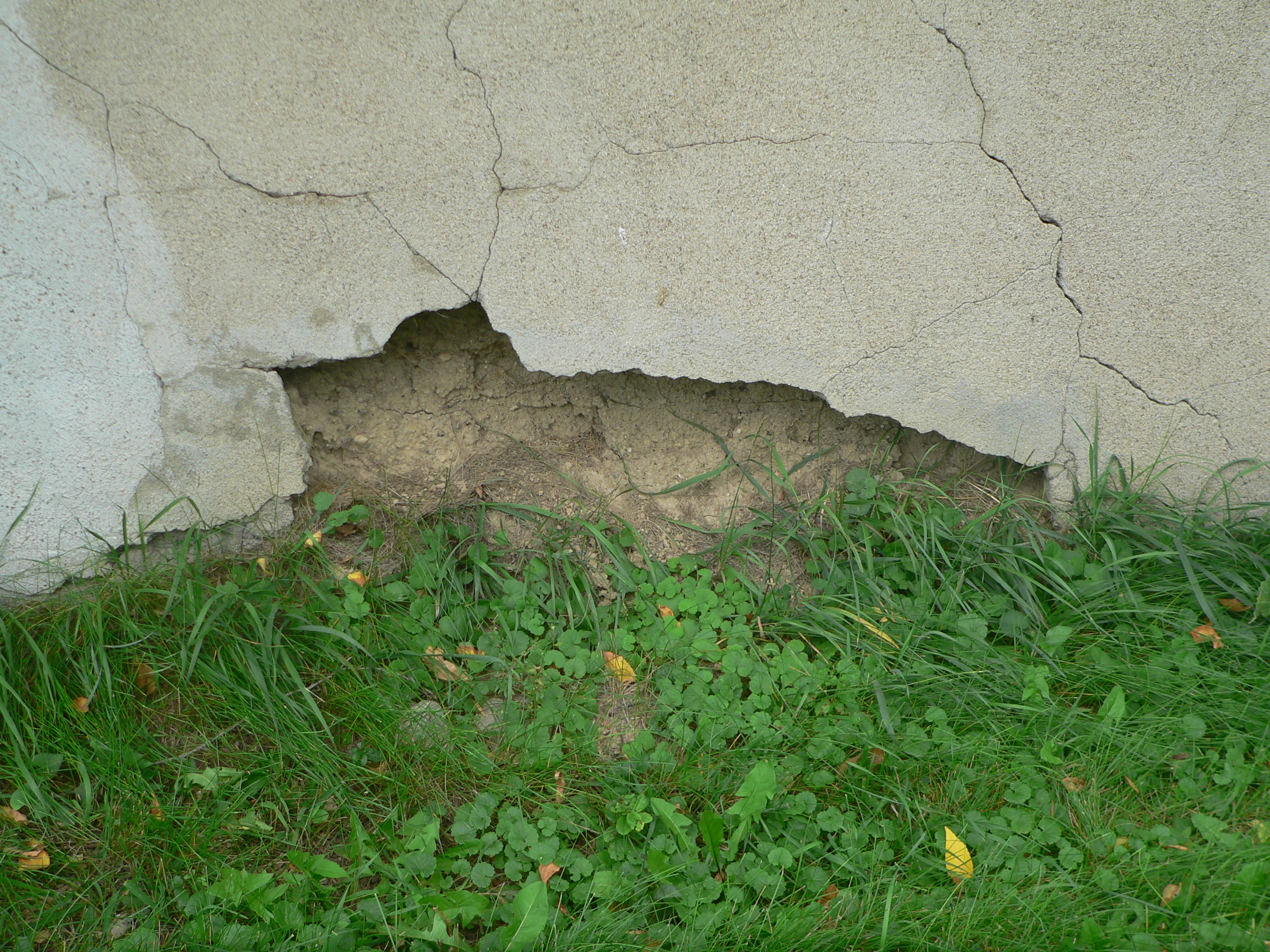
Estuc malmès que ha començat a desprendre's del seu substrat de maçoneria.

La reparació de l'estuc històric ha de començar per identificar la causa del dany a l'acabat de l'estuc. Històricament, l'aplicació de l'estuc era força similar al procés d'aplicació de l'arrebossat de calç. Les reparacions s'han de fer tan aviat com els problemes es facin visibles, ja que el dany només empitjorarà amb el temps. Poden formar-se esquerdes a l'estuc a causa de l'assentament de l'edifici o danys directes al revestiment exterior. Quan l'aigua aconsegueix travessar el revestiment, ja sigui a través d'una obertura en el mateix estuc o des de sota la seva superfície, el fràgil estuc pot començar a doblegar-se i enfonsar-se. La fusta és un material estructural comú que sovint s'utilitza com a substrat sota l'estuc. Podeu absorbir la humitat des del nivell del terra o per sota d'ell i allunyar-la de la font original del problema. L'estuc també es pot aplicar a la maçoneria, com el maó o la pedra, que també pot resultar danyada per la infiltració d'humitat.
La humitat ascendent procedent d'aigües subterrànies o problemes de drenatge és especialment problemàtica. L'estuc pot delaminar de la fusta humida que hi ha a sota i, a mesura que la fusta es podreix, l'estuc pot començar a deteriorar-se i separar-se'n i de l'edifici. Els danys al mateix estuc condueixen a una infiltració d'humitat més gran que agreuja el deteriorament de l'acabat, així com del substrat. Els baixants, canalons, tapajuntes i altres mitjans per dirigir l'aigua fora de l'edifici evitaran que els danys empitjorin. Sense un canaló adequat, l'aigua pot esquitxar les superfícies estucades, tacant i accelerant el deteriorament de l'acabat. [També pot caldre l'anivellament del sòl al voltant de l'edifici per redirigir la humitat lluny de l'estructura i els fonaments.

### Preparació i reparació
Depenent de l'extensió del dany a l'acabat, es poden dur a terme diversos graus de reparació. Les petites esquerdes es poden segellar amb una capa addicional d'acabat o fins i tot simplement amb una capa de pintura. Els materials moderns de calafateig no són el mitjà ideal de reparació. L'elecció de posar pegats o reparar completament una superfície estucada depèn de la textura de la capa d'acabat. Les reparacions, especialment les nombroses, realitzades a una superfície d'acabat llis seran més perceptibles i recuperar tota la superfície amb una nova capa d'acabat pot ser més apropiat. Per contra, pot ser més fàcil amagar els pegats de reparació en una superfície texturitzada i pot no ser necessari un repintat complet.

La preparació ha de començar amb l'eliminació de tot el material fet malbé a la zona a reparar. Qualsevol estuc que estigui solt ha de ser eliminat, ja que ha fallat. L'eliminació dels materials compromesos es pot estendre al llistó de fusta o altres substrats que també poden haver estat danyats, encara que pot ser preferible instal·lar una nova malla sobre el llistó danyat. Cal anar amb compte amb aquest enfocament, ja que pot ser especialment crític quan l'autenticitat és una preocupació en un edifici històric. En aquests casos, la substitució dels llistons danyats se sol considerar més adequada que la instal·lació d'una malla nova. Totes les superfícies s'han de netejar per eliminar la pintura, l'oli o el creixement de les plantes. Les juntes de morter de pedra o maó poden ratllar-se a una profunditat de 5/8" per permetre la correcta adhesió del nou estuc. Els nous pegats d'estuc no s'han de superposar a l'estuc antic.
Per obtenir una reparació neta, la zona que es pegarà s'ha d'escair amb una junta de gom a gom, utilitzant un cisell fred, una destral, una serra de fulla de diamant, o una broca de paleta. De vegades pot ser preferible deixar la zona a pegats de forma irregular, cosa que pot donar lloc a un pegat menys cridaner. La preparació adequada de la zona a pegat requereix eines molt afilades, i una precaució extrema per part del guixer per no trencar les claus de l'estuc bo circumdant per "sobregolpejar" en treure l'estuc deteriorat.

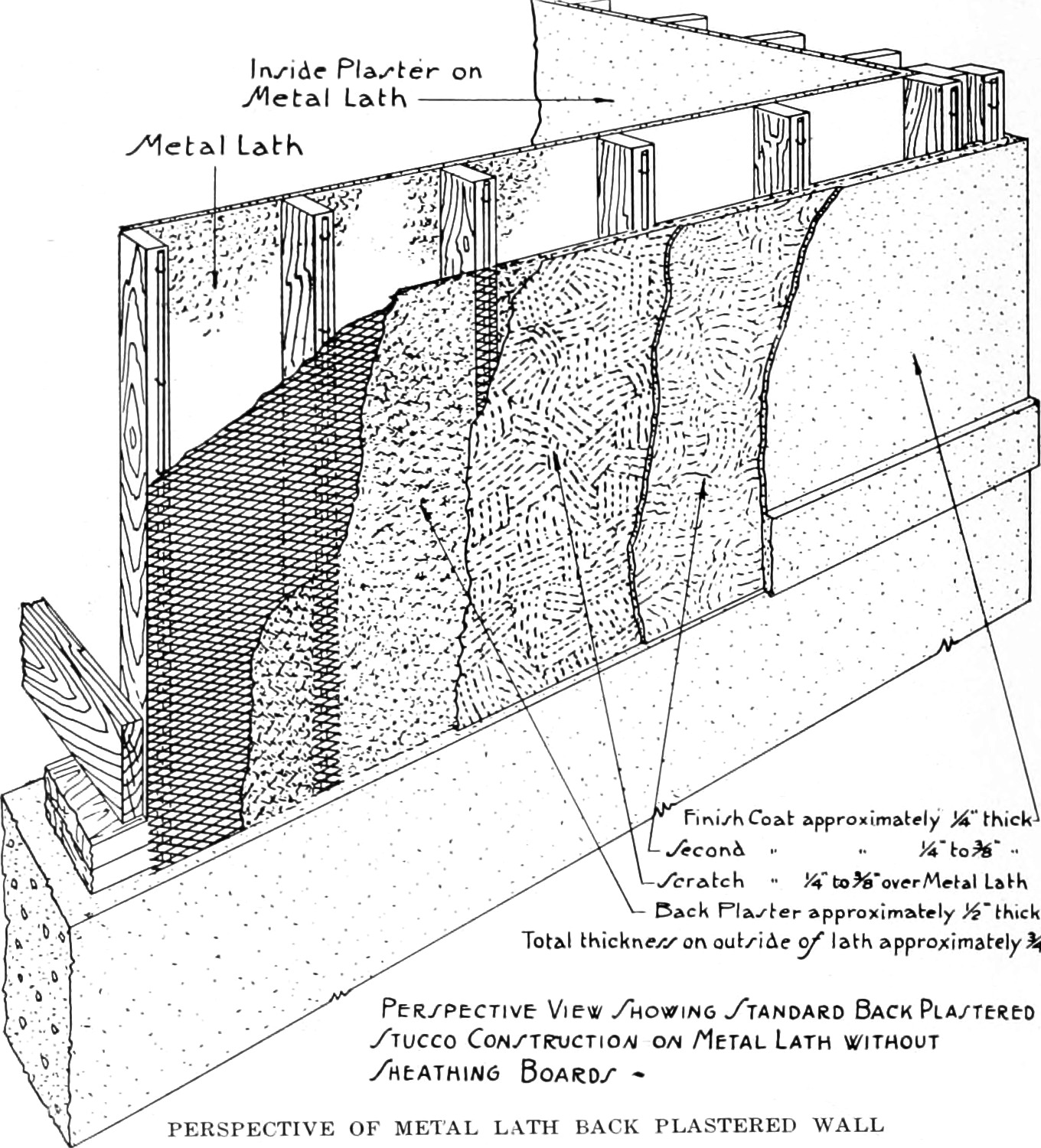
Diagrama que mostra l'ús de malla metàl·lica com a substrat per a una aplicació exterior de ciment Portland.

L'aplicació del nou estuc no ha d'incloure malla metàl·lica quan es repara l'estuc de calç sobre una superfície de maçoneria. La nova reparació d'estuc s'ha d'adherir adequadament al substrat de maçoneria sense malla. La introducció de malla metàl·lica pot accelerar el deteriorament tant de la maçoneria com de l'acabat d'estuc, ja que la humitat més mínima farà que s'oxidi la malla metàl·lica, que s'expandeix en oxidar-se. Això pot portar al despreniment no només del nou estuc, sinó també de la maçoneria.
Després d'humitejar a fons la maçoneria o el llistó de fusta, la primera capa de ratllat s'ha d'aplicar al substrat de maçoneria, o al llistó de fusta o metall, en un gruix que correspongui a l'original si existeix, o generalment al voltant de 1⁄4″ a 3⁄8. La capa de raspat s'ha de ratllar o ratllar en creu amb una pinta per proporcionar una clau per sostenir la segona capa. En general, cada capa triga entre 24 i 72 hores, i més si fa fred, a curar-se abans de poder aplicar la següent. La segona capa ha de tenir aproximadament el mateix gruix que la primera, i el gruix total de les dues primeres capes no ha de superar, en general, uns 5⁄8″. Aquesta segona capa o d'anivellament s'ha de desbastar utilitzant un flotador de fusta amb un clau que sobresurti per proporcionar una clau per a la capa final o d'acabat. La capa d´acabat, d´aproximadament 1⁄4″ de gruix, s'aplica després que la capa anterior hagi forjat inicialment. Si això no és factible, la capa base s'ha d'humitejar a fons quan posteriorment s'apliqui la capa d'acabat. La capa d'acabat s'ha de treballar perquè coincideixi amb la textura de l'estuc original.